# Ženska košarka 3 na 3 na Mediteranskim igrama
Ženska košarka 3 na 3 je u programu Mediteranskih igara od 2018. godine. Zamijenila je košarku, koje više nema u programu.

## Izdanja
|       | zlato     | srebro     | bronca   |
| 2018. | Francuska | Španjolska | Portugal |

### Vječna ljestvica
| Reprezentacija | zlato | srebro | bronca | Ukupno na MI |
| Francuska      | 1     | 0      | 0      | 1            |
| Španjolska     | 0     | 1      | 0      | 1            |
| Portugal       | 0     | 0      | 1      | 1            |